# 가브리엘 가르코
가브리엘 가르코(Gabriel Garko, 1972년 7월 12일 ~ )는 이탈리아의 배우이다.

## 출연 작품
- 아리아 (2014)
- 블랙 엔젤 (2002)
- 칼라스 포에버 (2002)